# Acanthodelta orea
Acanthodelta orea är en fjärilsart som beskrevs av Paul Mabille 1881. Acanthodelta orea ingår i släktet Acanthodelta och familjen nattflyn. Inga underarter finns listade i Catalogue of Life.